# Osprey Publishing
Osprey Publishing és una empresa editorial britànica amb seu a Oxford especialitzada en història militar fundada el 1968. Principalment és una editorial il·lustrada, molts dels seus llibres contenen plaques d'art a tot color, mapes i fotografies. Actualment produeix més d'una dotzena de sèries en curs, centrades cadascuna en un aspecte específic de la història de la guerra. Osprey ha publicat més de 2.300 llibres. Són més coneguts per la seva sèrie Men-at-Arms, amb més de 500 títols, i cada llibre està dedicat a un exèrcit o una unitat militar específics. Osprey és un segell editorial de Bloomsbury Publishing.